# Untouchable (пісня Тупака Шакура)
«Untouchable» — пісня американського репера Тупака Шакура, випущена 28 лютого 2006 року як перший сингл з посмертного альбому 2006 року Pac's Life. Тупак записав оригінальну версію пісні в червні 1996 року. Оригінальна версія ніколи офіційно не випускалася. Офіційно сингл є реміксом до «Untouchable», 13-го треку альбому, спродюсованим Sha Money XL. Ремікс був спродюсований Swizz Beatz та містить гостьову участь Krayzie Bone. 

## Список композицій
1. «Untouchable (Swizz Remix)» (Clean) — 3:54
2. «Untouchable (Swizz Remix)» (Dirty) — 3:54

## Чарти
| Чарт (2006)                                    | Пікова позиція |
| ---------------------------------------------- | -------------- |
| США Bubbling Under Hot 100 Singles (Billboard) | 11             |
| США (Hot R&B/Hip-Hop Songs) (Billboard)        | 91             |